# 스와보미르 페슈코
스와보미르 콘라 페슈코(폴란드어: Sławomir Konrad Peszko, 1985년 2월 19일 야스로 ~ )는 폴란드의 전 축구 선수이다.

## 경력
페슈코는 2008년부터 2010년 말까지 레흐 포즈난에서 활약하였다. 2011년 1월, 그는 1. FC 쾰른으로 이적하였다.
페슈코는 2008년 11월, 아일랜드와의 친선경기에서 폴란드 축구 국가대표팀 경기에 첫 출전하였다.

## 수상
비스와 프워츠크
- 폴란드 컵
  - 우승: 2005-06
  - 준우승: 2002-03
- 폴란드 슈퍼컵
  - 우승: 2006

레흐 포즈난
- 폴란드 컵
  - 우승: 2008-09
- 폴란드 슈퍼컵
  - 우승: 2009
- 엑스트라클라사
  - 우승: 2009-10
  - 3위: 2008-09